# Svileuva
Svileuva (en serbe cyrillique : Свилеува) est une localité de Serbie située dans la municipalité de Koceljeva, district de Mačva. Au recensement de 2011, elle comptait 1 476 habitants.
Svileuva est officiellement classée parmi les villages de Serbie.

## Démographie

### Évolution historique de la population
| 1948  | 1953  | 1961  | 1971  | 1981  | 1991  | 2002  | 2011  |
| ----- | ----- | ----- | ----- | ----- | ----- | ----- | ----- |
| 2 734 | 2 897 | 2 875 | 2 589 | 2 462 | 2 274 | 1 807 | 1 476 |

|  |